# Клас еквівалентності
Клас еквівалентності елемента {\displaystyle a} множини {\displaystyle S} за заданим на цій множині відношенням еквівалентності є підмножина множини {\displaystyle S}, що складається з елементів еквівалентних {\displaystyle a}:
{\displaystyle [a]=\{x\in S|x\sim a\}.}
Класи еквівалентності між елементами структур часто використовуються для отримання меншої структури, елементами якої є класи. Зв'язок кожного елемента класу поділяється принаймні з одним іншим елементом іншого класу. Клас можна вважати тотожністю одного з оригінальних елементів.

## Властивості
- Множина всіх класів еквівалентності множини {\displaystyle S} називається фактор-множиною і є розбиттям множини {\displaystyle S.}

- Кожен елемент x з X є членом класу еквівалентності [x]. Кожні два класи еквівалентності [x] і [y] або дорівнюють, або не перетинаються. Таким чином, множина всіх класів еквівалентності X утворює розбиття множини X: кожен елемент X належить одному і тільки одному класу еквівалентності.
- x ~ y, тоді і тільки тоді, коли x і y належать до одного і того ж самого розділу множини.

З властивостей відношення еквівалентності випливає, що
x ~ y, тоді і тільки тоді, коли [x] = [y].
Іншими словами, якщо ~ є відношення еквівалентності на множині X, то ці твердження еквівалентні:
- {\displaystyle x\sim y}
- {\displaystyle [x]=[y]}
- {\displaystyle [x]\cap [y]\neq \emptyset }.

## Позначення і формальне визначення
Відношення еквівалентності є бінарним відношенням, яке має три властивості:
- Для кожного елемента a із X, a ~ a (рефлексивність),
- Для кожних двох елементів a і b з X, якщо a ~ b, то і b ~ a (симетрія)
- Для кожних трьох елементів a, b і c з X, якщо a ~ b і b ~ c, то a ~ c (транзитивність).

Клас еквівалентності елемента a позначається [a] і може визначатися як множина.
{\displaystyle [a]=\{x\in X\mid a\sim x\}}
Альтернативне позначення [a]R може бути використане для позначення класу еквівалентності елемента зокрема у відношенні R. Це називається R-класу еквівалентність.
Множина всіх еквівалентних класів в X даного відношення еквівалентності позначається як X/~ і називається фактор-множина X на ~. Кожне відношення еквівалентності має канонічну проєкцію, сюр'єктивну функцію π з X де X/~ задано π(x) = [x].

## Приклади
- Якщо X є множиною всіх автомобілів, і ~ є відношенням еквівалентності «має той же колір», то кожен клас еквівалентності складається з автомобілів однакового кольору. Наприклад, всі зелені автомобілі належать одному класу. Кількість класів X/~ дорівнює числу всіх кольорів автомобілів.

- Розглянемо відношення еквівалентності на множині {\displaystyle \mathbb {Z} } цілих чисел: x ~ y, тоді і тільки тоді, коли їх різниця x − y парне число. Це співвідношення призводить до двох класів еквівалентності: один клас, що складається з усіх парних чисел, та другий, який складається з усіх непарних чисел. Клас парних чисел позначається, як [0], непарних як [1]. Згідно з цим співвідношенням [7], [9], та [117] належать одному класу — [1].

- Нехай X множина впорядкованих пар цілих чисел (a,b), де b не дорівнює нулю, і характеризує відношення еквівалентності ~ на X. Відповідно до якого (a,b) ~ (c,d), тоді і тільки тоді, коли ad = bc. Класу еквівалентності пари (a,b) можна поставити у відповідність раціональне число a/b, таким чином, це відношення еквівалентності і його класи еквівалентності можуть бути використані як формальне визначення множини раціональних чисел. Наприклад, еквівалентним парам (1,3), (2,6), (5,15), відповідає рівність дробів {\displaystyle {\frac {1}{3}}={\frac {2}{6}}={\frac {5}{15}}}.

- Відношення рівності за модулем ({\displaystyle \ a\equiv b{\pmod {n}},\ a,b\in \mathbb {Z} }) на множині цілих чисел {\displaystyle \mathbb {Z} } є відношенням еквівалентності. Класи еквівалентності {\displaystyle {\overline {a}}_{n}=\left\{a,a\pm n,a\pm 2n,a\pm 3n,\ldots \right\}.}
- Нехай дане число {\displaystyle a_{n}a_{n-1}\cdot \cdot \cdot a_{3}a_{2}a_{1},} де {\displaystyle a_{i}=0,1,2,...,9.} Тоді всяку групу цифр {\displaystyle a_{i+2}a_{i+1}a_{i},i\equiv 1{\pmod {3}}} називають класом. Група цифр {\displaystyle a_{3}a_{2}a_{1}} — перший клас (клас одиниць), {\displaystyle a_{6}a_{5}a_{4}} — другий клас (клас тисяч) тощо.
- Нехай {\displaystyle H} є підгрупою групи {\displaystyle G.} У групі {\displaystyle G} діє закон еквівалентності: {\displaystyle x\sim y,} якщо {\displaystyle xy^{-1}\in H}. Виникає клас суміжності групи {\displaystyle G} по групі {\displaystyle H}.

## Факторизація відображень
Відображення
{\displaystyle p\colon x\mapsto C_{x}}
називається природним відображенням (або канонічної проєкцією) {\displaystyle X} на фактор-множину {\displaystyle X/{\sim }}.
Нехай {\displaystyle X}, {\displaystyle Y} — множини, {\displaystyle f\colon X\to Y}- відображення, тоді бінарне відношення {\displaystyle x\,{R_{f}}\,y} визначене правилом
{\displaystyle x\mathop {R_{f}} y\iff f(x)=f(y),\quad x,y\in X}
є відношенням еквівалентності на {\displaystyle X}. При цьому відображення {\displaystyle f} індукує відображення {\displaystyle {\overline {f}}\colon X/R_{f}\to Y}, яке визначається правилом
{\displaystyle {\overline {f}}(C_{x})=f(x)}
або, що те ж саме,
{\displaystyle ({\overline {f}}\circ p)(x)=f(x)}.
При цьому виходить факторизація відображення {\displaystyle f} на сюр'єктивне відображення {\displaystyle p} і ін'єктивне відображення {\displaystyle {\overline {f}}}.